# Sørøy (Schiff, 1949)
Das Motorschiff Sørøy war ein kombiniertes Fracht- und Passagierschiff, das von der Reederei Finnmark Fylkesrederi og Ruteselskap (FFR) auf der Hurtigruten eingesetzt war.
Das Schiff wurde im Jahr 1949 mit der Baunummer 63 auf der Werft Trosvik Mekaniske Verksted in Brevik, Norwegen, gebaut und versah bis zum Jahr 1966 mehrfach seinen Dienst als Ersatzschiff auf der Hurtigruten entlang der Küste Norwegens.

## Name
Das Schiff war benannt nach Norwegens drittgrößter Insel Sørøya (deutsch „Südinsel“). Sie liegt vor der Küste der norwegischen Fylke Finnmark, weit nördlich des Polarkreises.

## Lebenslauf
Im Jahr 1946 schloss die Hammerfester Reederei Finnmark Fylkesrederi og Ruteselskap einen Vertrag über den Neubau von zwei baugleichen Schwesterschiffen mit der Werft Trosvik mekaniske verksted. Das erste Schiff, die Sørøy, wurde im Jahr 1949 an die Reederei ausgeliefert, die Alta ein Jahr später. Die Schiffe sollten als kombinierte Fracht- und Passagierfähren auf unterschiedlichen Ruten entlang der Küste der Finnmark in Nordwest-Norwegen eingesetzt werden.
Aufgrund akuten Mangels an Schiffskapazitäten nach Ende des Zweiten Weltkrieges, wurde die Sørøy von 1950 bis 1960 verchartert an die Reedereien Det Nordenfjeldske Dampskibsselskab (NFDS) mit Sitz in Trondheim sowie die Reederei Det Bergenske Dampskibsselskab (BDS) mit Sitz in Bergen (Norwegen), die das Schiff im Liniendienst auf der Hurtigruten einsetzten. Daneben wurde es in den Sommermonaten gelegentlich auf der Route nach Svalbard eingesetzt.
1962 gelangte das Schiff erneut in die Hurtigruten, diesmal als Ersatz für die am 21. Oktober 1962 zwischen Trondheim und Rørvik gesunkene Sanct Svithun. Nachdem 1965 der Neubau Kong Olav an die Det Stavangerske Dampskibsselskab ausgeliefert wurde, kehrt die Sørøy für wenige Monate auf die Route Hammerfest - Bodø zurück. Zunehmender Individualverkehr, sowie der Ausbau von Straßen, Brücken und Flugplätzen ließen jedoch die Fracht- und Passagierzahlen auf der Fährverbindung stark zurückgehen, so dass das Schiff im Dezember 1965 veräußert wurde.
Seitdem ist es unter wechselnden Eignern und Namen als Schulschiff eingesetzt:
- 1966–1979  Skule, Heimathafen Trondheim
- 1979–1991  Østfold, Heimathafen Østfold
- 1991–2003  Glommen, Heimathafen Østfold
- seit 2003 RTS Sindbad, Heimathafen Dubai